# Фенин, Валериан Викторович
Валериан Викторович Фенин (29 сентября 1875—7 апреля 1933) — полковник Российской императорской армии, начальник Памирского отряда, участник антибольшевистского заговора, организатор перехода отряда в Индию через Гиндукуш.

## Биография
Дворянин Екатеринославской губернии. Родился в семье русского офицера Виктора Валериановича Фенина (14 апреля 1842 — декабрь 1918, Харьков) и его жены Александры Петровны (урождённой Семянниковой, 3 октября 1842 — 7 октября 1938, Славянск). В 1895 году окончил Оренбургский Неплюевский кадетский корпус. В 1897 году выпускник Павловского военного училища. Окончил Ташкентскую офицерскую школу восточных языков, знал несколько восточных и европейских наречий.
Служил офицером в 1-м Туркестанском стрелковом батальоне. В 1910 году Штабс-капитан 1-го Туркестанского стрелкового батальона в Ташкенте. В феврале 1915 года, будучи раненым, капитан Фенин прибыл в лазарет при Покровской богадельне мещанского общества в Москве. Награждён Георгиевским оружием в 18 марта 1915 года, по другим сведениям орденом Святого Георгия 4 степени. В 1917 году подполковник. Позднее полковник Закаспийского саперного батальона, 1-го Туркестанского стрелкового полка.  С августа 1917 начальник Памирского отряда в Хороге.
До октябрьского переворота В. В. Фенин участвовал в управлении Памирским районом. 26 июня 1917 года Туркестанский Комитет назначил первым гражданским комиссаром Памирского района и председателем районного комитета  востоковеда И. И. Зарубина. Шахдаринский волостной управитель Азиз-хан не принял назначения Зарубина на пост комиссара. 29 октября 1917 подполковник В. В. Фенин вместе комиссаром И. И. Зарубиным участвовал заседании комиссии, которая постановила выслать Азиз-хана в Сары-кол, под надзор начальника Ташкурганского поста.
По одним сведениям не подчинился приказам РККА и в ноябре 1918 года ушел с 32 офицерами и солдатами и вместе с отрядной кассой через Ваханский Лянгар в Индию.  По другим сведениям с 1918 года служил в РККА. Готовил восстание против большевиков, целью которого был захват Памира. Член Туркестанской подпольной организации, начальник отряда. Ряд случайных арестов навёл ЧК на нить заговора. После чего Фенин ранней весной 1919 года вместе со своей семьёй, офицерами и юнкерами отряда пробился через снежные перевалы Гиндукуша в  Индию. Там смертельно простуженные после перехода умерли его жена и новорождённый сын.
С 1928 года в эмиграции в Иране. Вскоре перебрался в Ирак, где в 1929—1930 годах был председателем «Русского дома» в Багдаде. Член боевой организации генерала Кутепова, позднее состоял в организации "П.К.". Скончался от воспаления лёгких 7 апреля 1933 в Багдаде.

## Семья
- Жена — Екатерина Сергеевна (урождённая Смирнова, умерла марте 1919 в Индии), дочь подполковника[2].
  - Сын — (умер марте 1919 в Индии)[2],
  - Дочь — Ольга (1914 — после 1930, Англия)[2].
- Брат — Павел (4 марта 1871—1920)[1]
- Сестра — Анна (Нина) в замужестве Лескевич (22 августа 1873[1]—1935, Славянск),
- Брат — Иоасаф (6 января 1878—4 августа 1897)[1]
- Брат — Николай (16 августа 1880—30 мая 1920)[1]
- Сестра — Варвара в замужестве  Геллер (4 сентября 1882—26 мая 1972)[1]
- Сестра — Евгения в замужестве Фрикен (18 ноября 1884—11 мая 1976, Ленинград)[1]
- Сестра — София в замужестве Шапкина (10 апреля 1886 — около 1921)[1]
- Брат — Владимир (6 мая 1889—3 мая 1960[1], Ленинград), офицер.